# Diffuseur de livres
Pour les articles homonymes, voir Diffuseur et Diffusion.
Un diffuseur de livres est un organisme qui assure les fonctions liées à la diffusion de livres.
Le diffuseur représente un ou plusieurs éditeurs auprès des différents réseaux de vente de livres : librairies, grandes surfaces multimédia, hypermarchés… La diffusion peut aussi être assurée directement par certains éditeurs.
Les termes diffuseur de livres, distributeur de livres et diffuseur-distributeur de livres ne doivent pas être confondus :
- le diffuseur de livres assure exclusivement les tâches qui sont liées à la diffusion de livres (présentation des nouveautés aux détaillants, enregistrement des commandes, promotion) ;
- le distributeur de livres assure exclusivement les fonctions qui sont liées à la distribution de livres (stockage, préparation des commandes, expéditions, flux financiers) ;
- le diffuseur-distributeur de livres assure à la fois les fonctions qui sont liées à la diffusion et à la distribution de livres.